# Monastero delle Grotte di Kiev
Il monastero delle Grotte di Kiev (in ucraino Києво-Печерська лавра?, Kyjevo-Pečers'ka lavra; in russo Киево-Печерская лавра?, Kievo-Pečerskaja lavra), è un antico monastero, fondato nel 1051 dai monaci Antonio e Teodosio, sito sul monte Berestov nella capitale ucraina e a breve distanza dal Museo nazionale del Genocidio dell'Holodomor e dal Memoriale della Gloria Eterna. Diventato un luogo di culto sempre più importante nel Medioevo, ospita la residenza del Metropolita di Kiev, la guida spirituale della Chiesa ortodossa ucraina.

## Origine del nome
In ucraino, la parola pechera (in cirillico ucraino печера) significa grotta e deriva a sua volta dalla parola proto-slava "реktera" che significa anch'essa grotta.
La parola lavra (in greco antico: Λαύρα?; in cirillico: Ла́вра?, traslitterato lavra) è usata per descrivere i monasteri maschili di alto rango per i monaci della Chiesa ortodossa orientale.

## Storia

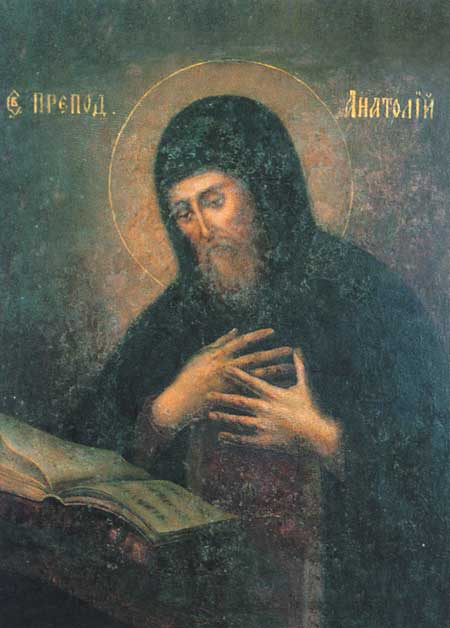
Immagine di Sant'Antonio di Pečers'k, dal Monastero di Pečers'ka Lavra

### Fondazione e storia antica
Secondo la Cronaca degli anni passati – la più antica cronaca della Rus' di Kiev – il monastero fu fondato all'inizio dell'XI secolo da Antonio di Pečers'k (conosciuto anche come sant'Antonio di Kiev) un monaco cristiano originario di Liubech del Principato di Chernigov e in attività presso il Monastero di Esphigmenou a Monte Athos, tornò nella Rus' di Kiev come missionario di tradizione monastica.
Scelse quindi una grotta sul monte Berestov che si affacciava sul fiume Dnepr e presto radunò una comunità di discepoli. Il principe Iziaslav I di Kiev cedette l'intero monte ai monaci antoniti che fondarono un monastero costruito da architetti di Costantinopoli.
La storia della fondazione del monastero è fornita dalla Vita di San Teodosio, scritta dal cronista e santo Nestore di Pečers'k, che nel descrivere la vita del santo e delle sue opere ci dà un quadro ricco di dettagli sulla fondazione e sulla conformazione del monastero, di cui egli stesso era diacono.
Nonostante il cristianesimo fosse penetrato nella Rus' di Kiev soltanto nel decimo secolo, dal regno del principe Vladimir I di Kiev in poi furono erette un gran numero di chiese e di edifici sacri tanto che Ditmaro di Merseburgo, visitando la capitale nel 1018, disse che il loro numero nella sola capitale superava le trecento unità. Fondato fuori dalle mura di Kiev, nel corso dei secoli il monastero sarebbe stato inglobato nella città vera e propria. Dalle sue opere apprendiamo che colui che per primo usufruì delle grotte sul Berestov fu sant'Ilarione, all'epoca prete a Kiev, il quale, prima di essere nominato metropolita, cercando un posto dove praticare ascesi nei pressi della città trovò una piccola grotta, la allargò un poco e vi rimase per lungo tempo, recitando salmi e pregando.
Alcuni anni dopo Antonio di Pečers'k, un monaco eremita nato nei pressi di Černihiv si stabilì nella stessa caverna e fondò con i primi suoi adepti, tra i quali si ricordano Teodosio, Barlaam e Nikon, il primo nucleo del monastero. Con la rapida crescita del numero dei monaci, si manifestò l'urgenza di nominare un Padre Superiore che potesse reggerlo: Antonio, cosciente di questa necessità ma non volendo assurgere a questo ruolo, nominò Barlaam a tale carica e successivamente, quando quest'ultimo fu nominato vescovo, l'incarico di dirigere e rappresentare la lavra passò a Teodosio. Sotto la direzione di quest'ultimo il monastero, fino ad allora costituito da una serie di grotte unite fra di loro, venne significativamente ampliato strutturalmente. Per tale ragione Teodosio viene comunemente ritenuto cofondatore della struttura. Costruì infatti nuove celle, una cattedrale e altri edifici destinati ai lavori dei cenobiti, quali, ad esempio, la pittura delle icone sacre. Creò nuove regole monastiche e nuovi cori religiosi. Nell'ultima decade dell'XI secolo il numero dei monaci superò il centinaio.

### Crescita del monastero

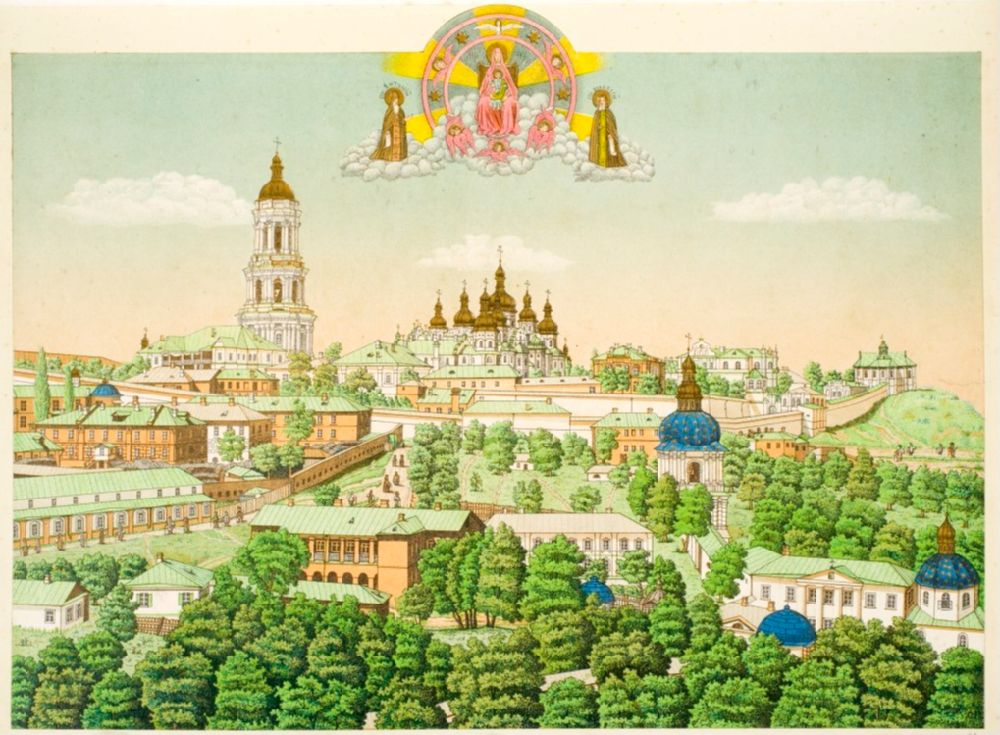
Monastero delle Grotte di Kiev, biblioteca della National Gallery of Art a Washington

Dalle sue umili origini la Pečers'ka Lavra crebbe presto fino ad occupare una vasta area collinare. Circondato originariamente solo da uno steccato in legno, nel medioevo svolse più volte, per la sua posizione sopraelevata e per la morfologia del territorio che lo vedeva protetto sul lato che dava sul Dnepr, il ruolo di fortezza e per questa sua funzione fu circondato da mura di pietra e da torri d'osservazione.
Oltre a questo ruolo il monastero fu utilizzato anche come deposito per oggetti di grande valore e, nel corso degli anni, acquisì nuove funzioni quali quelle di scuola, ospedale e centro di carità che offriva rifugio alle persone che fuggivano da nemici e carestie. Inoltre formò al proprio interno storici, cronisti e pittori di icone, alcuni dei quali raggiunsero una fama che oltrepassò le terre abitate dai popoli slavi.
Dentro le loro mura fortificate, al riparo dei pericoli del mondo esterno, i monaci costruirono chiese di grande bellezza ed eleganza che, con le loro cupole dorate, hanno, fin dal medioevo, attirato pellegrini da tutta la Russia. 
Anche le invasioni mongoliche, che secondo i cronisti dell'epoca avrebbero ridotto l'intera Ucraina a cumuli di macerie, pur danneggiando la Lavra non riuscirono a distruggerlo completamente. Anche se non ci sono cronache che ci raccontano dettagliatamente l'assedio delle truppe tartare al monastero, sappiamo da alcune fonti che questo fu lungo e che i mongoli riuscirono con non poche fatiche a sopraffare le difese del luogo sacro.

### Apogeo e declino

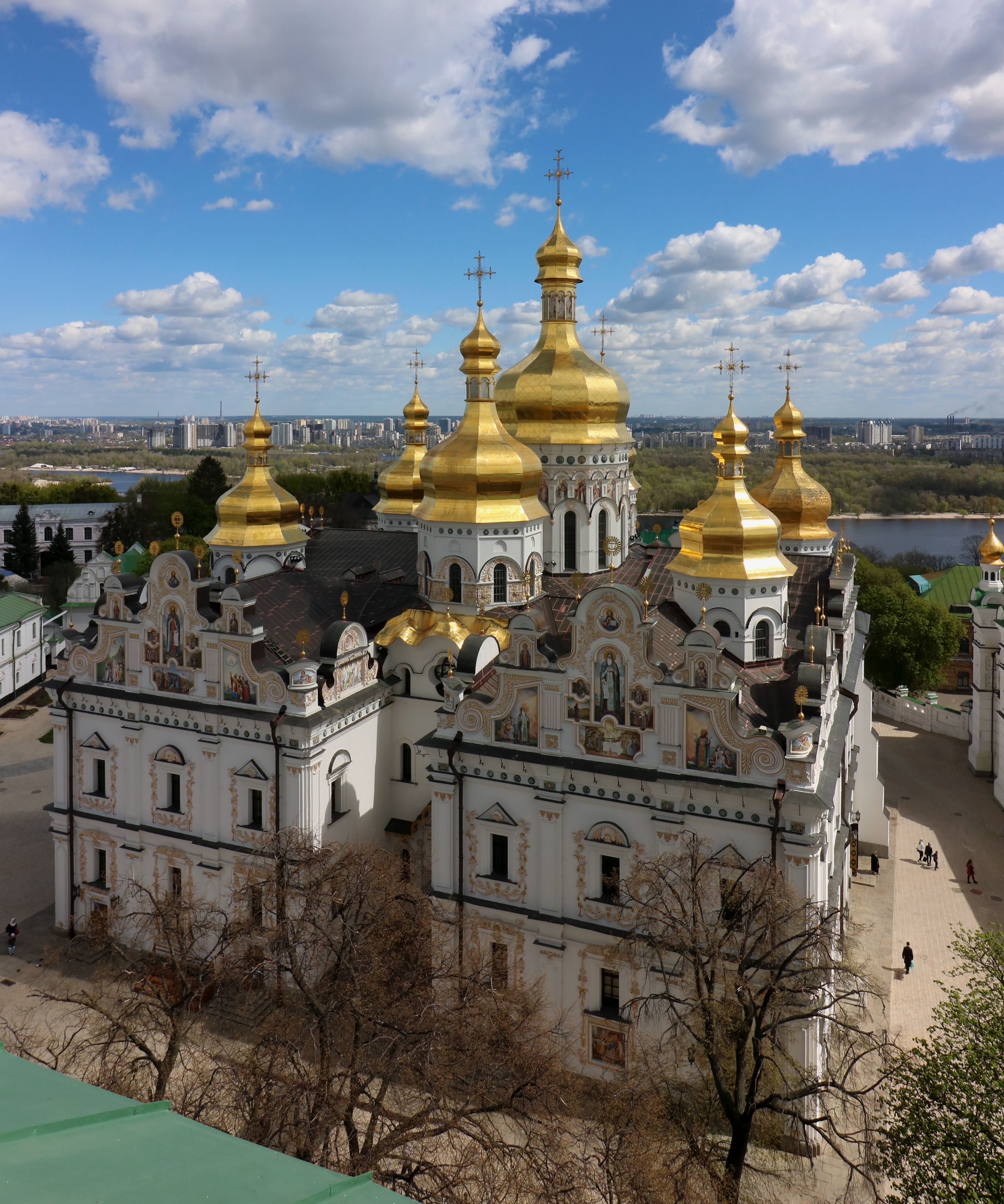
La collina del monastero e il Dniepr

Il XVII e il XVIII secolo furono periodi di grande rinnovamento per il monastero, che si espanse fino a raggiungere le dimensioni odierne, includendo in sé stesso le più significative rappresentazioni della pittura e dell'architettura barocca e rococò. In questi secoli fu dotato della prima pressa da stampa dell'Ucraina centro-orientale, che consentì ai monaci di produrre libri in grande quantità e di grande pregio che, con la loro diffusione, contribuirono alla creazione della prima università est europea, l'Università nazionale accademia Mogila di Kiev.

### Storia moderna
Oggi, dopo aver perso la sua cattedrale e dopo aver vissuto un periodo di crisi durante il periodo sovietico, nel quale molte delle sue attività furono chiuse, la Pečers'ka Lavra ospita una serie di importanti musei, tra i quali il Museo dei tesori storici, quello del libro e quello delle arti decorative ucraine.
Nel 1990, insieme alla Cattedrale di Santa Sofia, il complesso è stato dichiarato dall'UNESCO patrimonio dell'umanità .
Fino alla fine del 2022, la giurisdizione sul sito era divisa tra il Museo statale, la Riserva storico-culturale nazionale di Kiev-Pechersk, e la Chiesa ortodossa ucraina (Patriarcato di Mosca) in quanto sito di residenza di Onufrij di Kiev metropolita di Kiev e di tutta l'Ucraina.
Dal 15 settembre 2023 il sito è iscritto nella Lista dei patrimoni dell'umanità in pericolo a causa della minaccia determinata dall'invasione russa dell'Ucraina.
Nel gennaio 2023, il governo ucraino ha revocato al patriarcato l'affitto della Cattedrale della Dormizione e della Chiesa del Refettorio (conosciuta anche come Chiesa di Trapezna), restituendo tali proprietà al controllo diretto dello Stato. Ha inoltre annunciato che alla Chiesa ortodossa dell'Ucraina è stato concesso il permesso di celebrare il Natale nella cattedrale della Dormizione, il 7 gennaio 2023 celebrazione condotta dal metropolita Epifanio, l'arcivescovo ortodosso ucraino, alle 9:00 di quel giorno .
Il 10 marzo 2023, la Riserva storico-culturale nazionale di Kiev-Pechersk ha annunciato che l'accordo del 2013 sul libero utilizzo delle chiese da parte della Chiesa ortodossa ucraina (Patriarcato di Mosca) non sarebbe più stato considerato valido sulla base del fatto che la chiesa aveva violato il contratto di locazione apportando modifiche al sito storico e altre infrazioni tecniche; alla Chiesa ortodossa ucraina (Patriarcato di Mosca)  è stato ordinato di lasciare la chiesa entro il 29 marzo 2023. La chiesa di Mosca ha risposto che non c'erano basi legali per lo sfratto e lo ha definito "un capriccio dei funzionari del Ministero della Cultura" .
Dmitrij Peskov, il portavoce del presidente della Russia Vladimir Putin, dichiarò che la decisione delle autorità ucraine di non estendere questo contratto di locazione alla chiesa russa "conferma la correttezza" dell'invasione russa dell'Ucraina.

## Architettura del Monastero
Il monastero delle Grotte di Kiev Kyiv Pechersk Lavra contiene numerosi monumenti architettonici, che vanno dai campanili alle cattedrali, ai sistemi di grotte e alle mura di fortificazione in pietra. Le principali attrazioni  includono la torre campanaria della Lavra e la Cattedrale della Dormizione, distrutta durante i combattimenti contro i tedeschi nella seconda guerra mondiale e completamente ricostruita negli anni '90 dopo la caduta dell'Unione Sovietica da parte dell'Ucraina.
Altre chiese e cattedrali della Lavra includono: la Chiesa del Refettorio, la Chiesa di Tutti i Santi, la Chiesa del Salvatore in Berestovo, la Chiesa dell'Esaltazione della Croce, la Chiesa della Trinità, la Chiesa della Natività della Vergine, la Chiesa della Concezione di Sant'Anna e la Chiesa della Fonte vivificante. La Lavra contiene anche molte altre costruzioni, tra cui: il Monastero di San Nicola, l'Accademia Teologica e il Seminario di Kiev e il Muro di Debosquette.

### Cattedrale

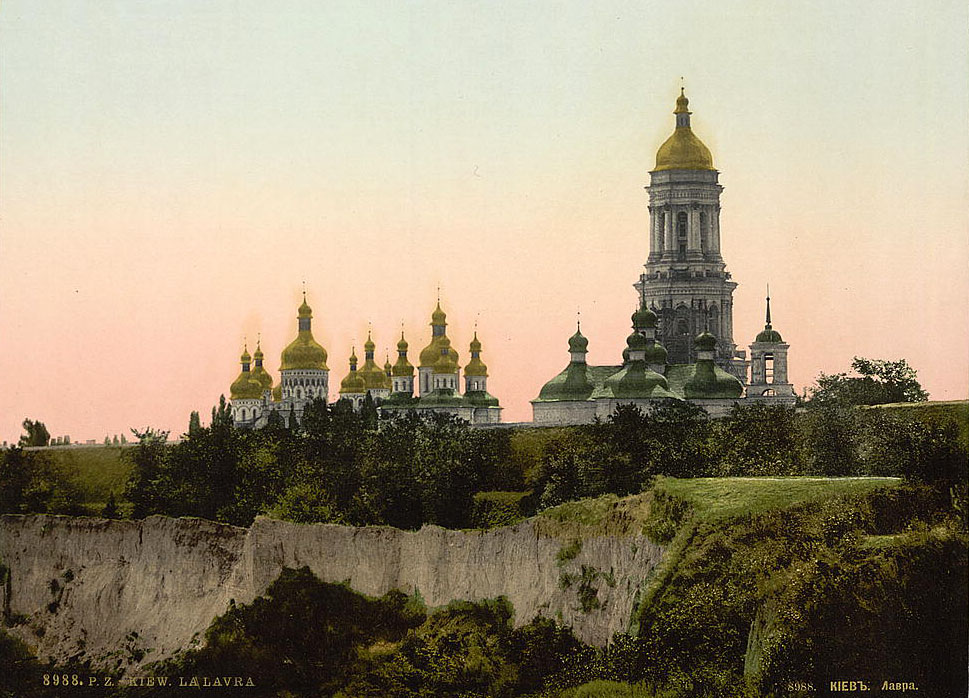
Il monastero delle grotte di Kiev. XIX secolo

Nei primi anni della sua esistenza il monastero era formato da chiese, cappelle e celle costruite in legno, ma già nel 1073 si iniziarono i lavori per la costruzione di una cattedrale in pietra, che terminarono nel 1089.
Il Patericorn delle grotte di Kiev, raccolta di avvenimenti leggendari compilata nei primi anni del XIII secolo dal Vescovo Simone, narra che il sito dove sarebbe dovuta sorgere la cattedrale sarebbe stato indicato dallo stesso Dio ai monaci, che in seguito avrebbero dedicato la chiesa all'Assunzione della Vergine. Oltre a questo evento il Patericorn, fornendoci racconti di numerosi miracoli, ci offre un prezioso resoconto della storia di Pečers'ka Lavra, reso da un uomo di chiesa che, prima di diventare vescovo a Kiev, era stato monaco del monastero.
Dall'opera veniamo infatti a conoscenza che numerosi greci erano stati ingaggiati per costruire la cattedrale, che dalla stessa Grecia era stata portata un'icona della Vergine ritenuta miracolosa, che la cattedrale era originariamente decorata con affreschi e mosaici e che sovrastava il paesaggio circostante come un blocco monolitico sorto dalla natura stessa.
Il sito dove la cattedrale è posizionata sembra infatti essere stato scelto attentamente per ingenerare nello spettatore una sensazione di maestosità.
Sfortunatamente questo luogo è stato distrutto nel 1941 poco dopo l'occupazione di Kiev da parte delle truppe naziste ed è ora in atto un progetto finanziato dallo stato ucraino per far tornare la Cattedrale dell'Assunzione al suo antico splendore. È un punto oggetto di discussione chi si sia reso responsabile della distruzione, fonti attestano il ruolo della NKVD sovietico che minò il complesso mentre Kiev veniva abbandonata di fronte all'avanzata tedesca.

## Galleria d'immagini

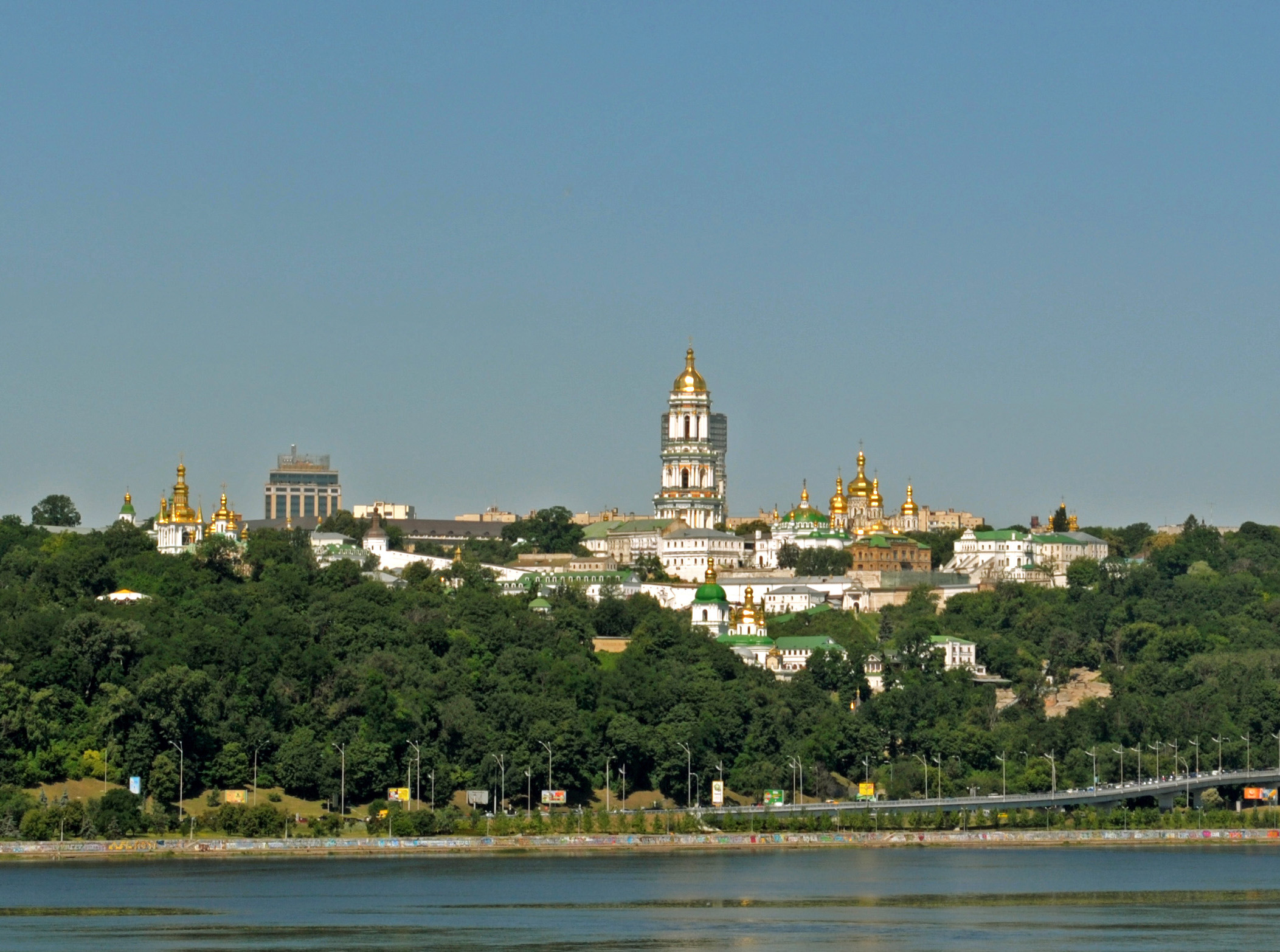
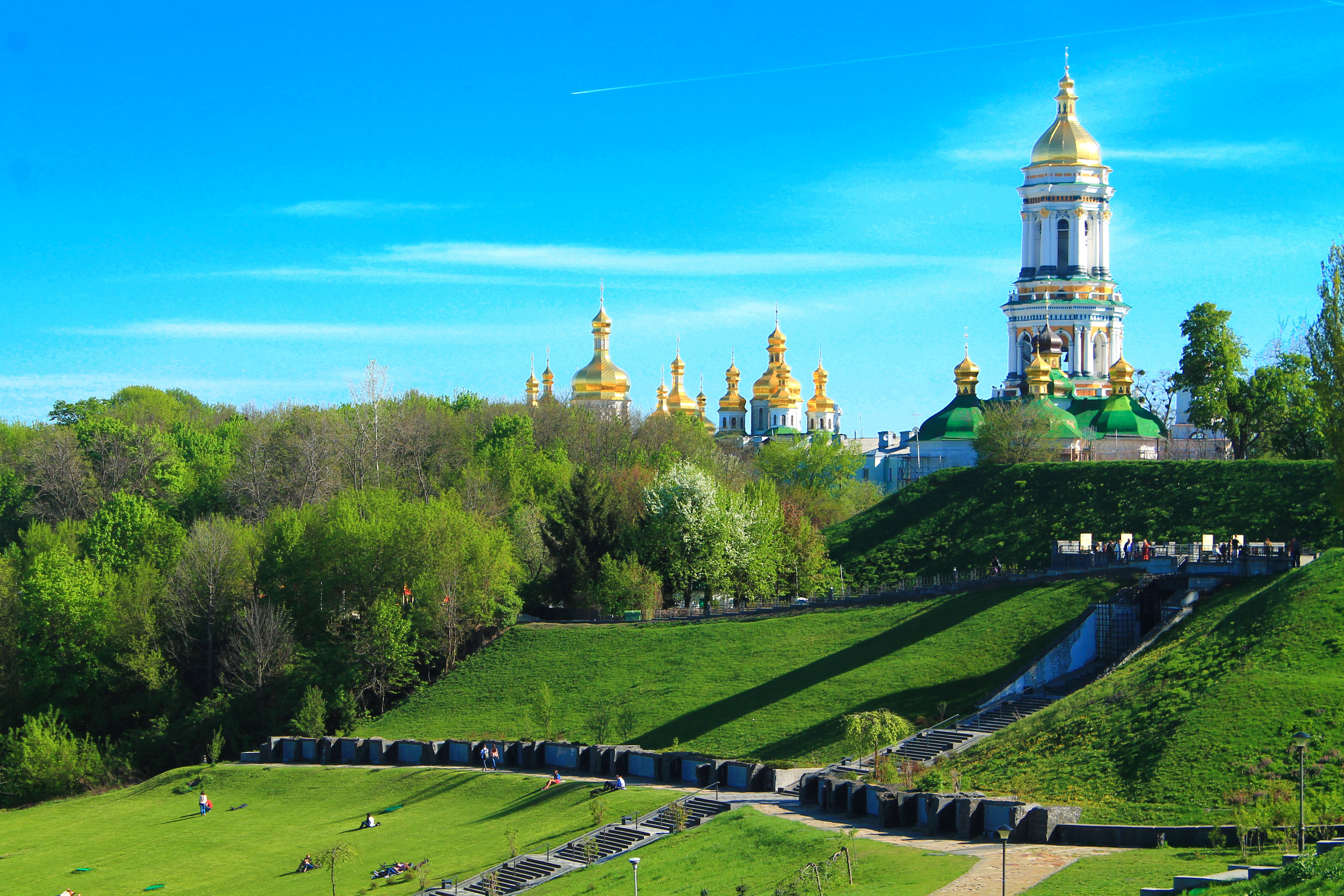
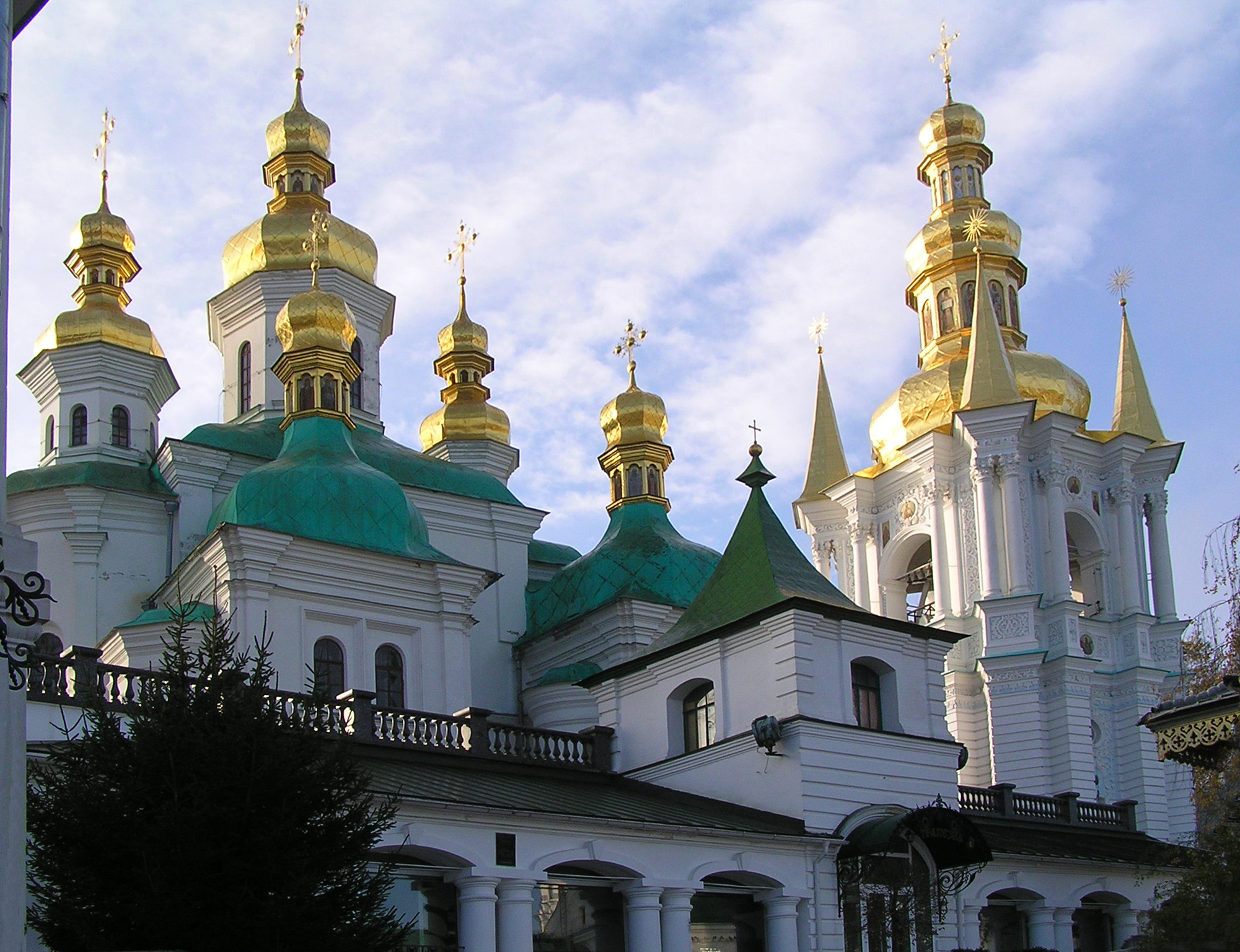
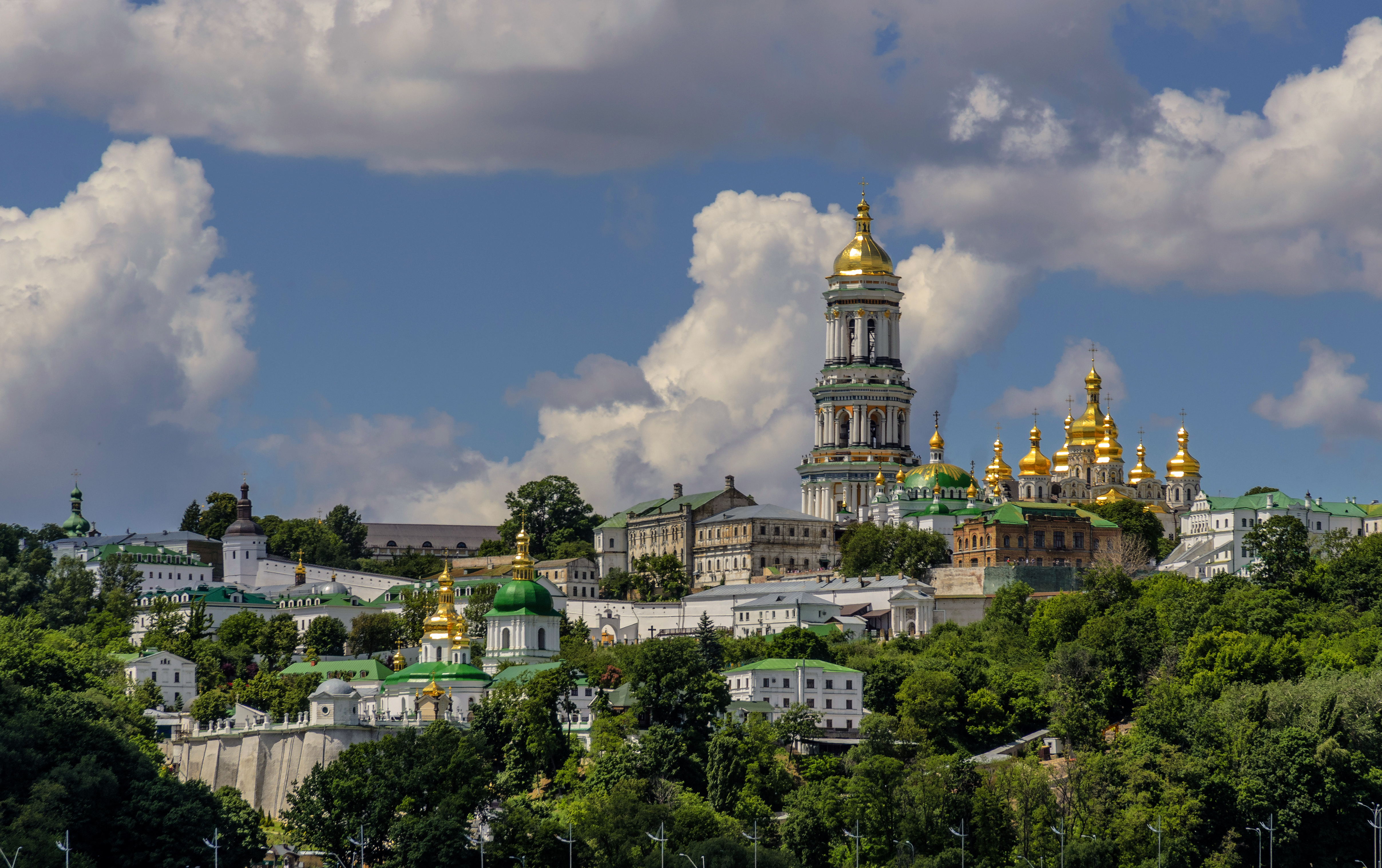
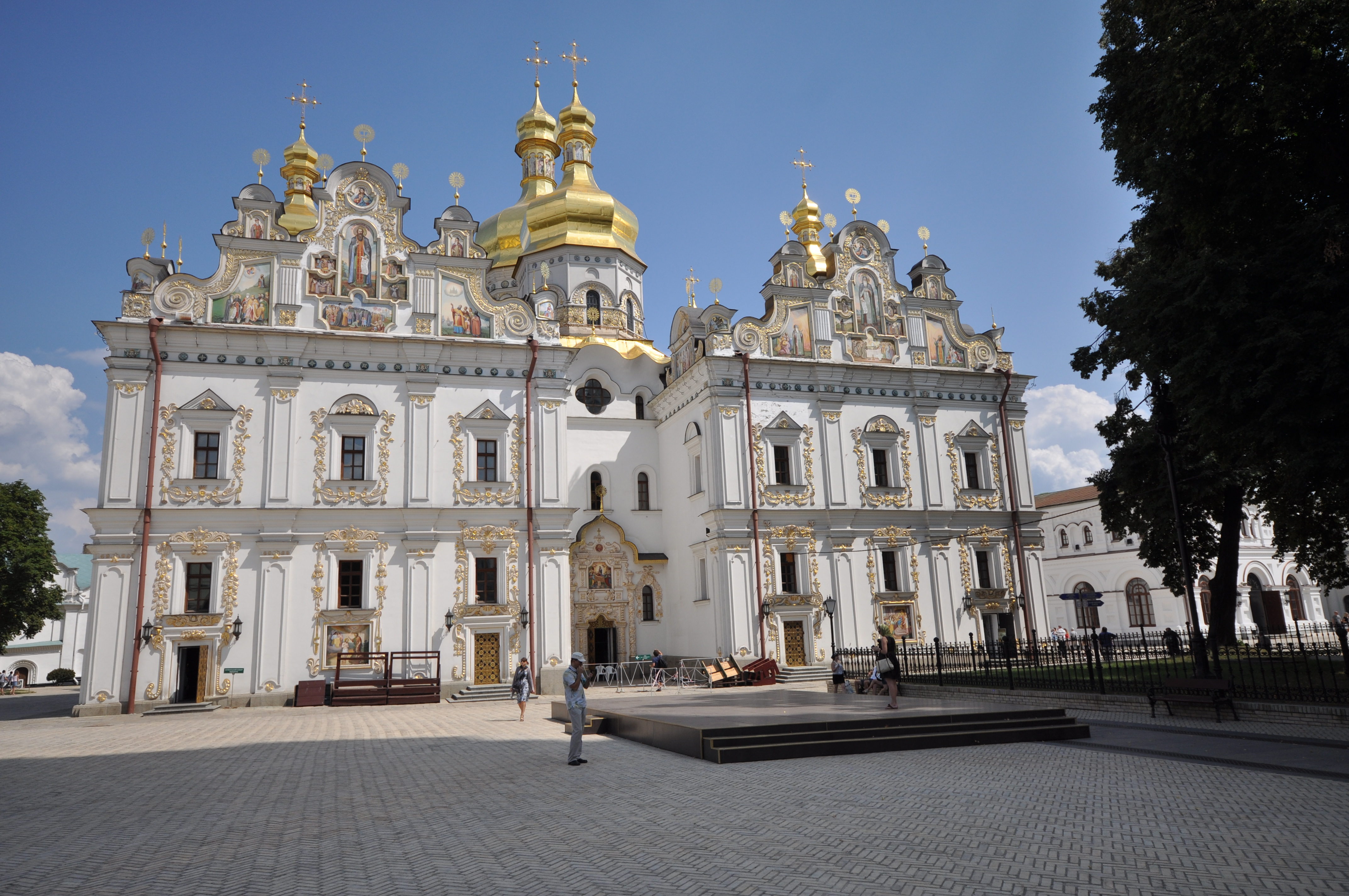
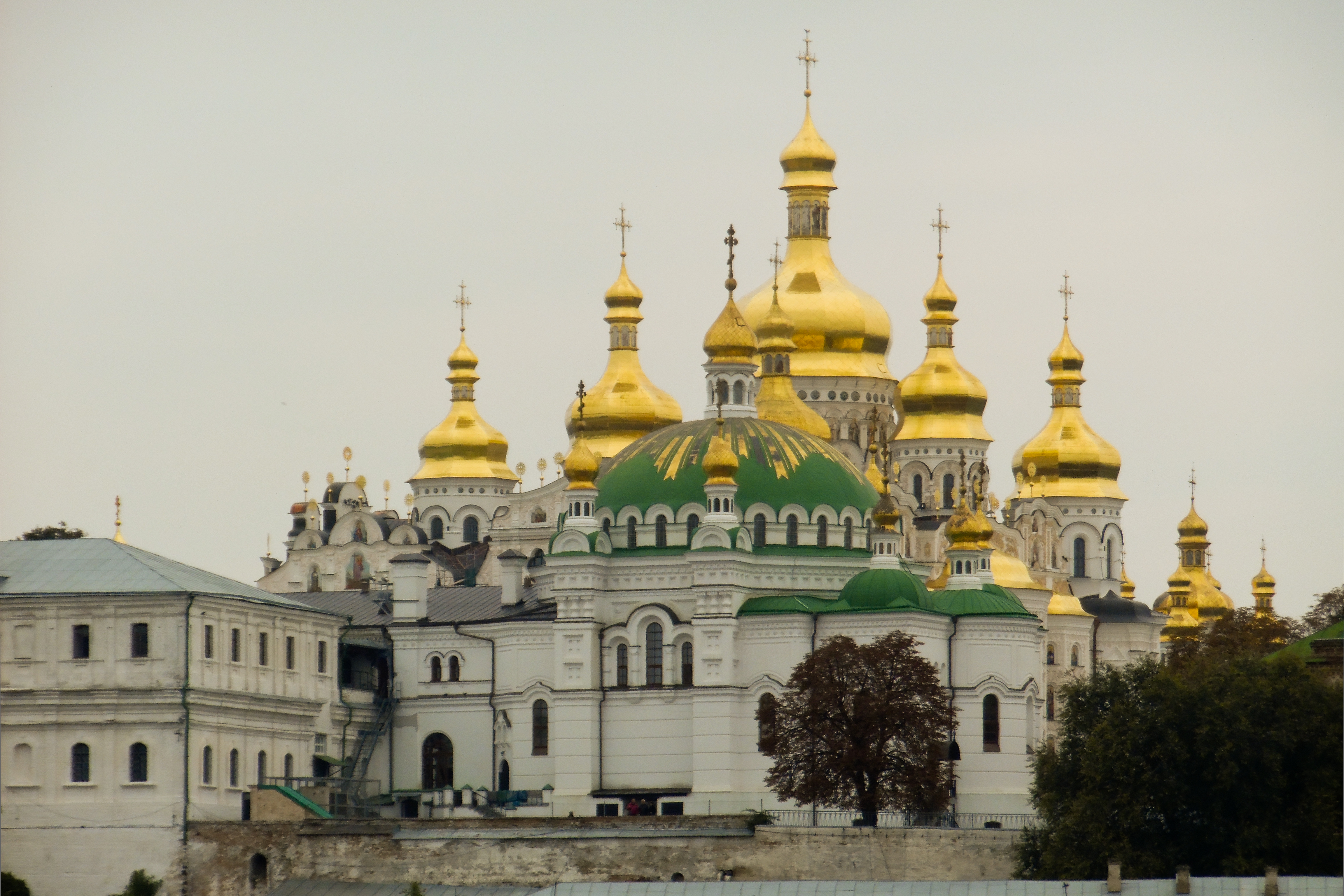
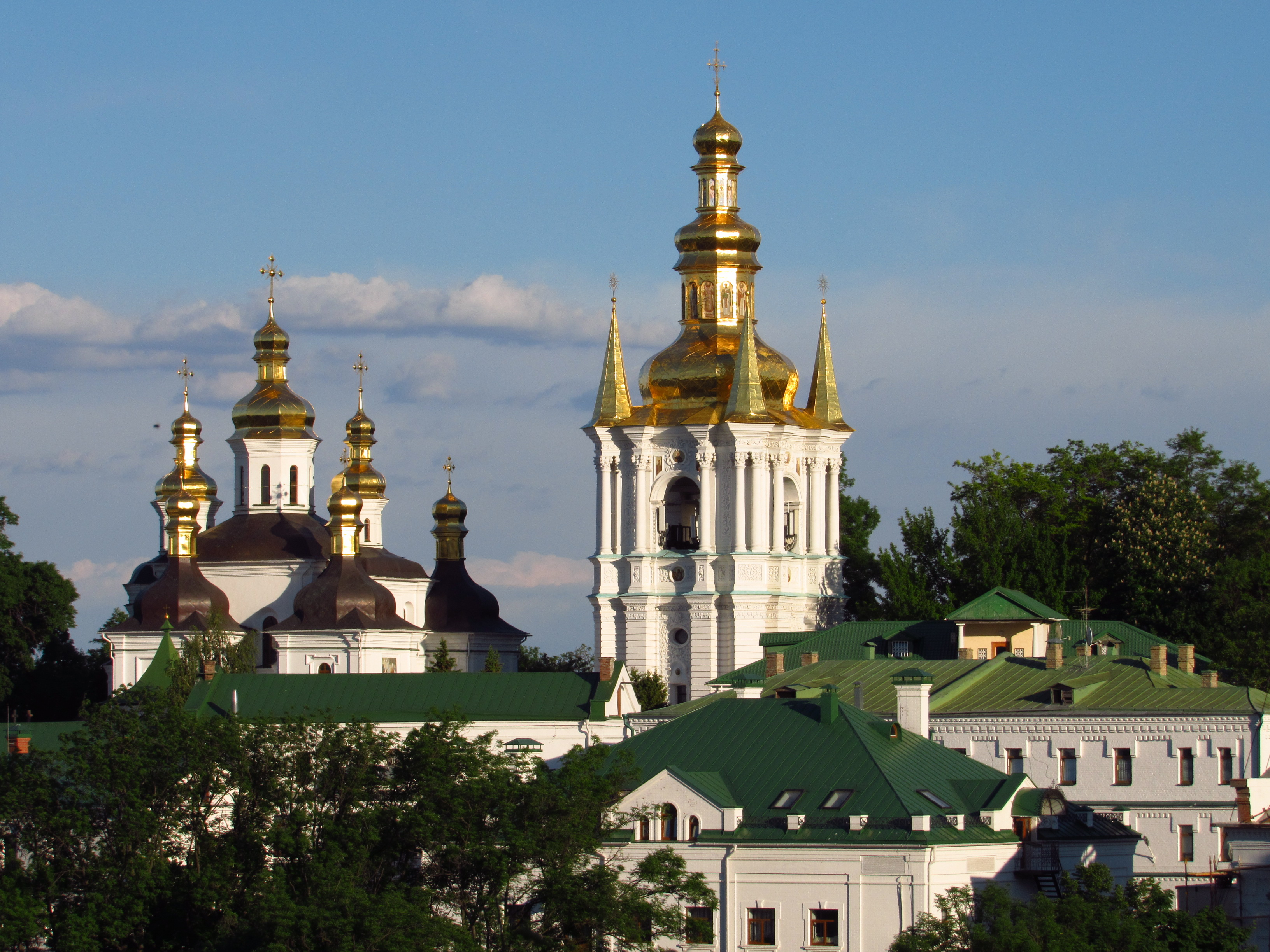
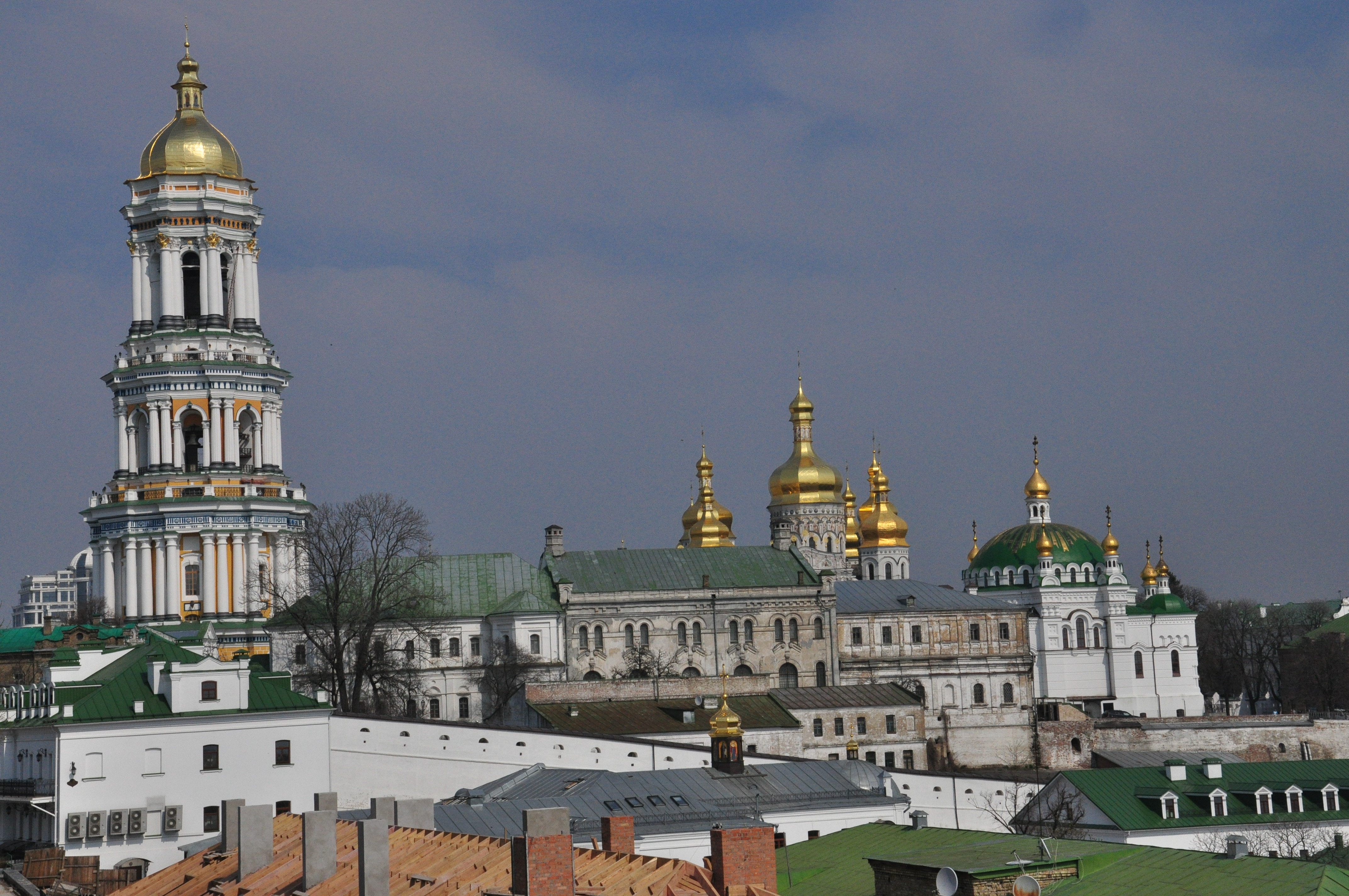
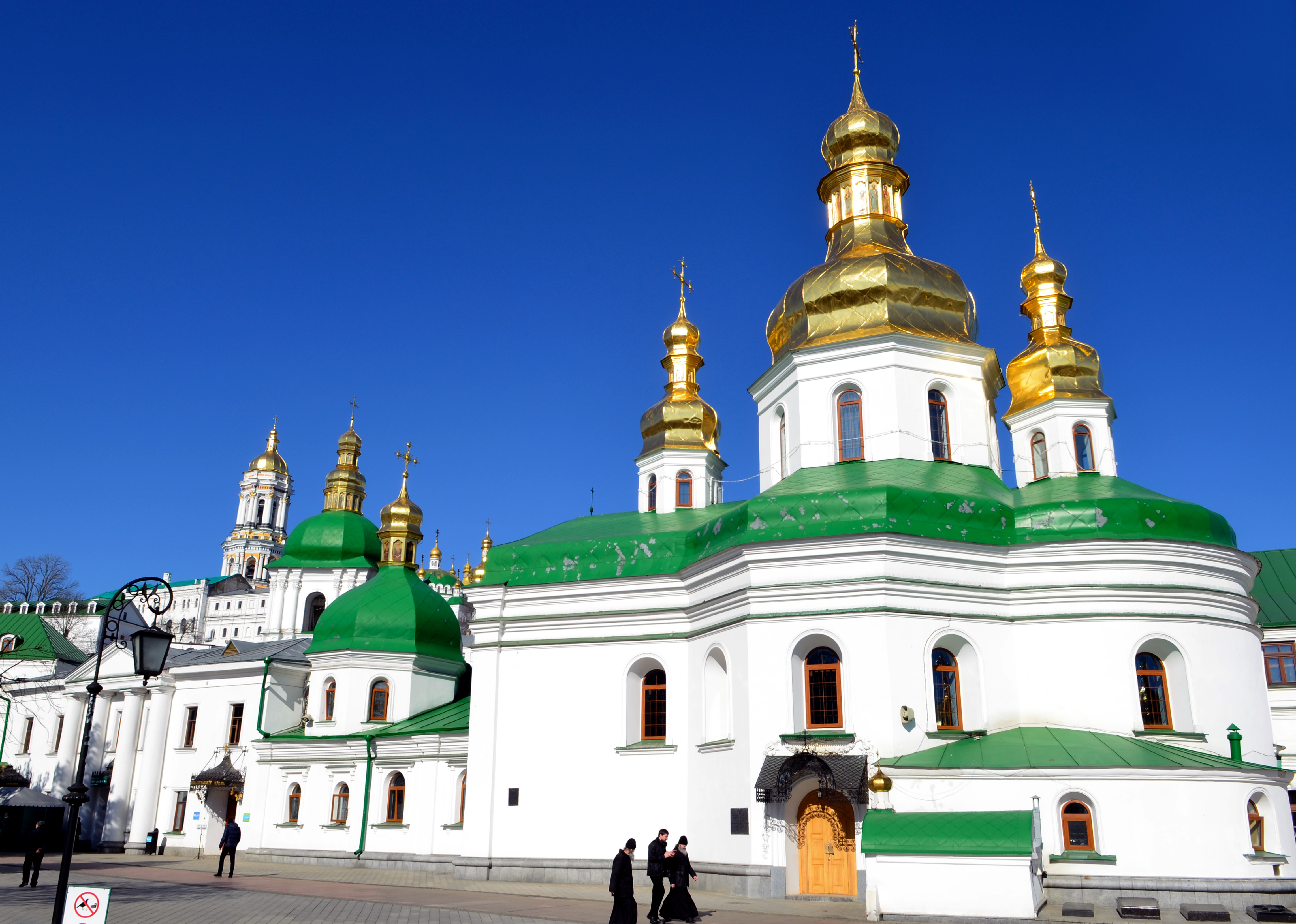
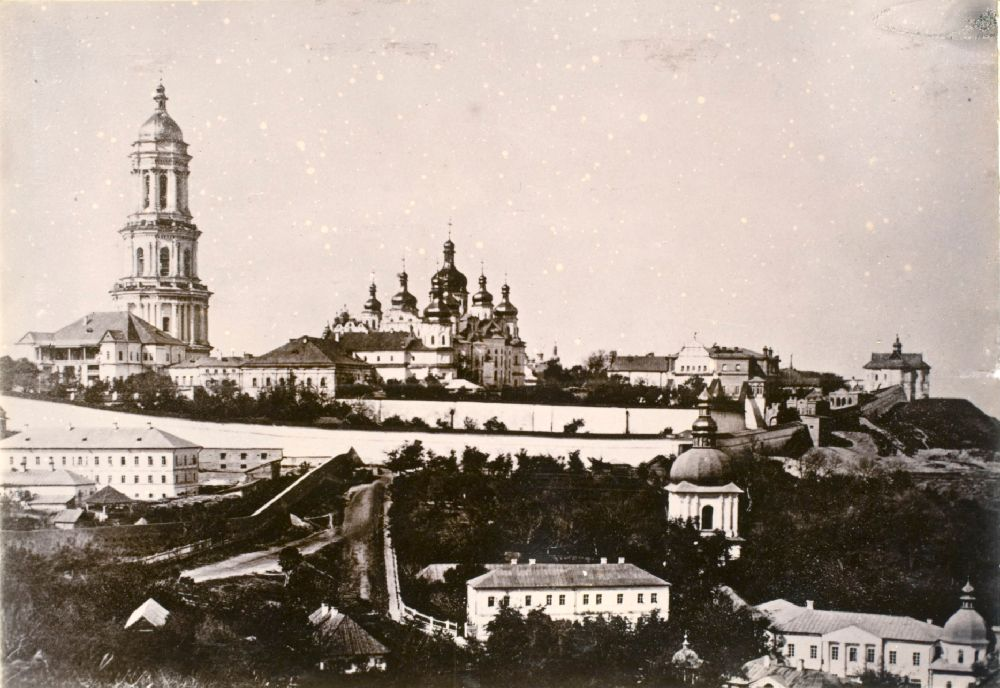
Monastero delle Grotte di Kiev, Department of Image Collections, biblioteca della National Gallery of Art, Washington